# Filighera
Filighera är en ort och kommun i provinsen Pavia i regionen Lombardiet i Italien. Kommunen hade 825 invånare (2018).